# Chael Sonnen
Chael Patrick Sonnen (Condado de Clackamas, Oregón; 3 de abril de 1977) es un artista marcial mixto estadounidense retirado que compitió en las divisiones de peso medio y peso semipesado de Ultimate Fighting Championship y que también peleó en Bellator MMA.

## Primeros años
Sonnen es de West Linn, Oregón, y comenzó a luchar desde muy joven. Después de graduarse en la Escuela de Secundaria de West Linn, donde él fue subcampeón del estado, Sonnen asistió a la Universidad Brigham Young antes de trasladarse a la Universidad de Oregón. En Oregón, Sonnen se ganó los honores All-American, fue dos veces subcampeón PAC 10, fue medallista de plata en el Campeonato del Mundo Universitario grecorromanas 2000, y fue dos veces ganador del conmemorativo institucional grecorromano, Dave Schultz. 
En 1996, Sonnen comenzó a entrenar boxeo, y había querido competir en el UFC después de graduarse en la escuela de secundaria.

## Carrera en artes marciales mixtas
Sonnen debutó en las artes marciales mixtas a la temprana edad de 19 años contra Ben Hailey, al cual derrotó por decisión unánime en el evento de BOFV, el 10 de mayo de 1997, en Washington, Estados Unidos.

### Ultimate Fighting Championship
Su primera aparición en el UFC fue el 7 de octubre de 2005 en UFC 55 contra Renato Sobral, en la 2ª ronda, Sobral sometió a Sonnen con un triangle choke, su 4 derrota por sumisión.
Sonnen debutó en el peso medio y se enfrentó a Trevor Prangley el 6 de abril de 2006 en UFC Fight Night 4. Sonnen derrotó a Prangley por decisión unánime.
Sonnen se enfrentó a Jeremy Horn el 27 de mayo de 2006 en UFC 60. Sonnen perdió la pelea por sumisión en la segunda ronda.
Sonnen retorno a UFC en el 2009 y se enfrentó a Demian Maia el 21 de febrero de 2009 en UFC 95. Sonnen perdió la pelea por sumisión en la primera ronda. En mayo, Sonnen derrotó a Dan Miller por decisión unánime en UFC 98. El 24 de octubre de 2009, Sonnen derrotó a Yushin Okami por decisión unánime en UFC 104.
En su primera pelea de 2010, Sonnen se enfrentó a Nate Marquardt en UFC 109 por el contendiente No.1 al título de peso medio. Sonnen ganó la pelea por decisión unánime tras dominar a Marquardt toda la pelea. Tras el evento, ambos peleadores ganaron el premio a la Pelea de la Noche.
Sonnen se enfrentó a Brian Stann el 8 de octubre de 2011 en UFC 136. Sonnen ganó la pelea por sumisión en la segunda ronda.
Sonnen se enfrentó a Michael Bisping el 28 de enero de 2012 en UFC on Fox 2 por el contendiente No.1 al título de peso medio. Sonnen ganó la pelea por decisión unánime.

#### Silva vs. Sonnen
Silva vs. Sonnen tuvo lugar el 7 de agosto de 2010 en UFC 117 en Oakland, California por el Campeonato de Peso Medio de UFC. Sonnen peleó extraordinariamente bien pero no pudo escapar en la 5ª ronda de un triangle armbar del campeón.
Dicha pelea obtuvo los premios: Pelea de la Noche, el campeón, Anderson Silva obtuvo el premio a la mejor Sumisión de la Noche. Finalmente, la pelea obtuvo el premio a la Pelea del Año (2010).

#### Silva vs. Sonnen II
Silva vs. Sonnen II tuvo lugar el 7 de julio de 2012 en UFC 148 en Las Vegas, Nevada por el Campeonato de Peso Medio de UFC. Sonnen empleó la estrategia de su primer enfrentamiento contra el campeón, lo llevó al suelo durante toda la 1ª ronda. En la 2ª ronda, Sonnen cometió un error al lanzar un golpe giratorio donde el campeón esquivó con unos reflejos de Araña, haciendo honor de su apodo, Sonnen se arrastró hacia la jaula mirando fijamente al campeón el cual le propinó un rodillazo al cuerpo y finalmente los golpes de Silva fueron suficientes para que el árbitro detuviera el combate, logrando así el campeón establecer una racha de 15 victorias consecutivas, y 10 defensas de título. Finalmente el campeón obtuvo el premio al KO de la Noche.

#### Retorno al peso semipesado
Sonnen se enfrentó al Campeón de Peso Semipesado de UFC Jon Jones el 27 de abril de 2013 en UFC 159. Sonnen perdió la pelea por nocaut técnico en la primera ronda.
Sonnen volvió el 17 de agosto de 2013 para enfrentarse al excampeón de peso semipesado de UFC Maurício Rua en el evento estelar de UFC Fight Night 26. Sonnen ganó la pelea por sumisión en la primera ronda, faltando 13 segundos para terminar la ronda.
Sonnen se enfrentó al excampeón de peso semipesado de UFC Rashad Evans el 16 de noviembre de 2013 en UFC 167. Sonnen perdió la pelea por nocaut técnico en la primera ronda.

### Bellator MMA
El 15 de septiembre de 2016, se informó que Sonnen había firmado un contrato de múltiples peleas con Bellator MMA. Debutó en un enfrentamiento de peso semipesado contra Tito Ortiz, el 21 de enero de 2017 en Bellator 170. Ortiz ganó la pelea por sumisión en la primera ronda.

### Retiro
Después de su derrota ante Lyoto Machida por nocaut técnico el 14 de junio de 2019 en Bellator 222, Sonnen decidió poner fin a sus más de 22 años de carrera en las artes marciales mixtas.

## Carrera de Boxeo
Sonnen enfrentó a Anderson Silva el 15 de junio de 2024 en un pelea de boxeo de exhibición de cinco asaltos de dos minutos en 216 libras en São Paulo, Brasil. Silva y Sonnen se enfrentaron dos veces en UFC. La pelea duró cinco asaltos completos y fue declarada empate.

## Vida personal
Sonnen obtuvo una licenciatura en Ciencias en Sociología en la Universidad de Oregón.
Sonnen se presentó como el candidato republicano para el distrito 37 de la Cámara de Representantes de Oregón en 2010. Ese junio, se retiró por una "cuestión jurídica de 2006" relativa a bienes inmobiliarios.
El 3 de enero de 2011, Sonnen se declaró culpable de lavado de dinero en relación con el fraude hipotecario. Después de acceder a testificar contra otras personas involucradas en la investigación, fue multado con 10.000 dólares y sentenciado a dos años de libertad condicional.
El 5 de mayo de 2013, Sonnen anunció que le gustaría comprar la WWE (valorada en aproximadamente $700.000.000) después de su retiro. A pesar de que su representante insistiera en que no estaba bromeando, un representante de la WWE dijo que no estaba en venta, y sugirió a Sonnen que comprara acciones de la empresa en su lugar.

## Campeonatos y logros
- Ultimate Fighting Championship
  - Pelea de la Noche (Dos veces)
  - Sumisión de la Noche (Una vez)

- Gladiator Challenge
  - Campeón de Peso Semipesado (Una vez)

- DangerZone
  - Campeón de Peso Semipesado (Una vez)
  - Campeón del torneo de Peso Semipesado

- Hitman Fighting Productions
  - Campeón de Peso Semipesado (Una vez)

- World MMA Awards
  - Pelea del Año (2010) vs. Anderson Silva el 7 de agosto

## Récord en artes marciales mixtas
| Récord profesional | Récord profesional | Récord profesional |
| 49 peleas          | 33 victorias       | 16 derrotas        |
| ------------------ | ------------------ | ------------------ |
| Nocaut             | 8                  | 7                  |
| Sumisión           | 6                  | 8                  |
| Decisión           | 18                 | 1                  |
| Empate             | 0                  | 0                  |

| Resultado | Récord | Oponente           | Método                             | Evento                                       | Fecha                    | Ronda | Tiempo | Localización                | Notas                                                                            |
| --------- | ------ | ------------------ | ---------------------------------- | -------------------------------------------- | ------------------------ | ----- | ------ | --------------------------- | -------------------------------------------------------------------------------- |
| Derrota   | 33–16  | Lyoto Machida      | TKO (rodillazo volador y golpes)   | Bellator 222                                 | 14 de junio de 2019      | 2     | 0:22   | Nueva York, Nueva York      | Regreso a Peso Semipesado. Sonnen anunció su retiro luego de la pelea.           |
| Derrota   | 33–15  | Fedor Emelianenko  | TKO (golpes)                       | Bellator 208                                 | 14 de octubre de 2018    | 1     | 4:46   | Uniondale, Nueva York       | Semifinal del torneo Grand Prix del Peso Pesado de Bellator.                     |
| Victoria  | 33–14  | Quinton Jackson    | Decisión (unánime)                 | Bellator 192                                 | 20 de enero de 2018      | 3     | 5:00   | Inglewood, California       | Cuartos de final del torneo Grand Prix del Peso Pesado de Bellator.              |
| Victoria  | 32–14  | Wanderlei Silva    | Decisión (unánime)                 | Bellator NYC                                 | 24 de junio de 2017      | 3     | 5:00   | Nueva York, Nueva York      |                                                                                  |
| Derrota   | 31–14  | Tito Ortiz         | Sumisión (rear-naked choke)        | Bellator 170                                 | 21 de enero de 2017      | 1     | 2:02   | Inglewood, California       |                                                                                  |
| Derrota   | 31–13  | Rashad Evans       | TKO (golpes)                       | UFC 167                                      | 16 de noviembre de 2013  | 1     | 4:05   | Las Vegas, Nevada           |                                                                                  |
| Victoria  | 31–12  | Maurício Rua       | Sumisión (guillotine choke)        | UFC Fight Night: Shogun vs. Sonnen           | 17 de agosto de 2013     | 1     | 4:47   | Boston, Massachusetts       | Sumisión de la Noche.                                                            |
| Derrota   | 30–12  | Jon Jones          | TKO (codazos y golpes)             | UFC 159                                      | 27 de abril de 2013      | 1     | 4:33   | Newark, Nueva Jersey        | Por el Campeonato de Peso Semipesado de UFC.                                     |
| Derrota   | 30–11  | Anderson Silva     | TKO (rodillazo al cuerpo y golpes) | UFC 148                                      | 7 de julio de 2012       | 2     | 1:55   | Las Vegas, Nevada           | Por el Campeonato de Peso Medio de UFC.                                          |
| Victoria  | 30–10  | Michael Bisping    | Decisión (unánime)                 | UFC on Fox: Evans vs. Davis                  | 28 de enero de 2012      | 3     | 5:00   | Chicago, Illinois           | Eliminatoria por el título.                                                      |
| Victoria  | 29–10  | Brian Stann        | Sumisión (arm-triangle choke)      | UFC 136                                      | 8 de octubre de 2011     | 2     | 3:51   | Houston, Texas              |                                                                                  |
| Derrota   | 28–10  | Anderson Silva     | Sumisión (triangle armbar)         | UFC 117                                      | 7 de agosto de 2010      | 5     | 3:10   | Oakland, California         | Por el Campeonato de Peso Medio de UFC; Pelea de la Noche; Pelea del Año (2010). |
| Victoria  | 28–9   | Nate Marquardt     | Decisión (unánime)                 | UFC 109                                      | 6 de febrero de 2010     | 3     | 5:00   | Las Vegas, Nevada           | Eliminatoria por el título; Pelea de la Noche.                                   |
| Victoria  | 27–9   | Yushin Okami       | Decisión (unánime)                 | UFC 104                                      | 24 de octubre de 2009    | 3     | 5:00   | Los Ángeles, California     |                                                                                  |
| Victoria  | 26–9   | Dan Miller         | Decisión (unánime)                 | UFC 98                                       | 23 de mayo de 2009       | 3     | 5:00   | Las Vegas, Nevada           |                                                                                  |
| Derrota   | 25–9   | Demian Maia        | Sumisión (triangle choke)          | UFC 95                                       | 21 de febrero de 2009    | 1     | 2:37   | Londres                     | Retorno a UFC.                                                                   |
| Victoria  | 25–8   | Paulo Filho        | Decisión (unánime)                 | WEC 36                                       | 5 de noviembre de 2008   | 3     | 5:00   | Hollywood, Florida          | Pelea sin título en juego; Filho fallo el pesaje.                                |
| Victoria  | 24–8   | Bryan Baker        | Decisión (unánime)                 | WEC 33                                       | 26 de marzo de 2008      | 3     | 5:00   | Las Vegas, Nevada           |                                                                                  |
| Derrota   | 23–8   | Paulo Filho        | Sumisión (armbar)                  | WEC 31                                       | 12 de diciembre de 2007  | 2     | 4:55   | Las Vegas, Nevada           | Retorno a WEC; Por el Campeonato de Peso Medio de WEC.                           |
| Victoria  | 23–7   | Kyacey Uscola      | TKO (golpes)                       | SF 20: Homecoming                            | 27 de octubre de 2007    | 1     |        | Portland, Oregón            |                                                                                  |
| Victoria  | 22–7   | Amar Suloev        | TKO (golpes)                       | Bodog Fight: Álvarez vs. Lee                 | 14 de julio de 2007      | 2     | 3:33   | Trenton, Nueva Jersey       |                                                                                  |
| Victoria  | 21–7   | Tim McKenzie       | Sumisión (brabo choke)             | Bodog Fight: Costa Rica Combat               | 18 de febrero de 2007    | 1     | 0:13   | Costa Rica                  |                                                                                  |
| Victoria  | 20–7   | Alexey Oleinik     | Decisión (unánime)                 | Bodog Fight: USA vs. Russia                  | 2 de diciembre de 2006   | 3     | 5:00   | Vancouver                   |                                                                                  |
| Victoria  | 19–7   | Tim Credeur        | TKO (golpes)                       | Bodog Fight: To the Brink of War             | 22 de agosto de 2006     | 1     | 2:18   | Costa Rica                  |                                                                                  |
| Derrota   | 18–7   | Jeremy Horn        | Sumisión (armbar)                  | UFC 60                                       | 27 de mayo de 2006       | 2     | 1:17   | Los Ángeles, California     |                                                                                  |
| Victoria  | 18–6   | Trevor Prangley    | Decisión (unánime)                 | UFC Ultimate Fight Night 4                   | 6 de abril de 2006       | 3     | 5:00   | Las Vegas, Nevada           | Debut en peso medio.                                                             |
| Derrota   | 17–6   | Renato Sobral      | Sumisión (triangle choke)          | UFC 55                                       | 7 de octubre de 2005     | 2     | 1:20   | Uncasville, Connecticut     | UFC debut.                                                                       |
| Victoria  | 17–5   | Tim Williams       | TKO (golpes)                       | SF 11: Rumble at the Rose Garden             | 9 de julio de 2005       | 1     | 3:59   | Portland, Oregón            |                                                                                  |
| Victoria  | 16–5   | Adam Ryan          | TKO (golpes)                       | Euphoria: USA vs World                       | 26 de febrero de 2005    | 1     | 3:49   | Atlantic City, Nueva Jersey |                                                                                  |
| Derrota   | 15–5   | Terry Martin       | TKO (parada del equipo)            | XFO 4: International                         | 3 de diciembre de 2004   | 2     | 5:00   | McHenry, Illinois           |                                                                                  |
| Victoria  | 15–4   | Alex Stiebling     | Decisión (unánime)                 | WEC 12                                       | 21 de octubre de 2004    | 3     | 5:00   | Lemoore, California         | WEC debut.                                                                       |
| Derrota   | 14–4   | Jeremy Horn        | Sumisión (guillotine choke)        | SF 6: Battleground in Reno                   | 23 de septiembre de 2004 | 2     | 2:35   | Reno, Nevada                |                                                                                  |
| Derrota   | 14–3   | Keiichiro Yamamiya | Decisión (mayoritaria)             | Pancrase: 2004 Neo-Blood Tournament Final    | 25 de julio de 2004      | 3     | 5:00   | Tokio                       |                                                                                  |
| Derrota   | 14–2   | Jeremy Horn        | TKO (corte)                        | Extreme Challenge 57                         | 6 de mayo de 2004        | 1     | 3:34   | Council Bluffs, Iowa        |                                                                                  |
| Victoria  | 14–1   | Justin Bailey      | KO (rodillazo volador)             | Rage on the River                            | 17 de abril de 2004      | 1     | 0:40   | Redding, California         |                                                                                  |
| Victoria  | 13–1   | Arman Gambaryan    | Decisión (unánime)                 | Euphoria: Russia vs USA                      | 13 de marzo de 2004      | 3     | 5:00   | Atlantic City, Nueva Jersey |                                                                                  |
| Victoria  | 12–1   | Homer Moore        | Decisión (unánime)                 | ROTR 4.5: Proving Grounds                    | 27 de diciembre de 2003  | 2     | 5:00   | Hilo, Hawaii                |                                                                                  |
| Victoria  | 11–1   | Greg Curnut        | Sumisión (golpes)                  | FCFF: Rumble at the Roseland 10              | 13 de diciembre de 2003  | 1     | 1:07   | Portland, Oregón            |                                                                                  |
| Victoria  | 10–1   | Jason Lambert      | Decisión (unánime)                 | Gladiator Challenge 20                       | 13 de noviembre de 2003  | 3     | 5:00   | Colusa, California          | Ganó el Campeonato de Peso Semipesado de Gladiator Challenge.                    |
| Derrota   | 9–1    | Forrest Griffin    | Sumisión (triangle choke)          | IFC: Global Domination                       | 6 de septiembre de 2003  | 1     | 2:25   | Denver, Colorado            |                                                                                  |
| Victoria  | 9–0    | Renato Sobral      | Decision                           | Hitman Fighting 3                            | 2 de mayo de 2003        | N/A   | N/A    | Santa Ana California        |                                                                                  |
| Victoria  | 8–0    | Akihiro Gono       | TKO (golpes)                       | Pancrase: Hybrid 2                           | 16 de febrero de 2003    | 2     | 4:30   | Osaka                       |                                                                                  |
| Victoria  | 7–0    | Trevor Prangley    | Sumisión técnica (armbar)          | XFA 5: Redemption                            | 25 de enero de 2003      | 1     | 2:49   | West Palm Beach, Florida    |                                                                                  |
| Victoria  | 6–0    | Justin Hawes       | TKO (golpes)                       | UFCF: Rumble in Rochester                    | 24 de agosto de 2002     | 2     | 4:26   | Rochester, Washington       |                                                                                  |
| Victoria  | 5–0    | Jesse Ault         | Decisión (unánime)                 | Real Fighting Championships 1: The Beginning | 13 de julio de 2002      | 3     | 5:00   | Las Vegas, Nevada           |                                                                                  |
| Victoria  | 4–0    | Scott Shipman      | Sumisión (forearm choke)           | Dangerzone 13: Caged Heat                    | 13 de abril de 2002      | 2     | 2:08   | New Town, Dakota del Norte  | Ganó el Campeonato de Peso Semipesado de Dangerzone.                             |
| Victoria  | 3–0    | Jesse Ault         | Decisión (unánime)                 | Dangerzone 13: Caged Heat                    | 13 de abril de 2002      | 2     | 5:00   | New Town, Dakota del Norte  | Torneo de Peso Semipesado de Dangerzone (semifinal).                             |
| Victoria  | 2–0    | Jason Miller       | Decisión (unánime)                 | HFP 1: Rumble on The Reservation             | 30 de marzo de 2002      | 2     | 5:00   | Anza, California            |                                                                                  |
| Victoria  | 1–0    | Ben Hailey         | Decisión (unánime)                 | Battle of Fort Vancouver                     | 10 de mayo de 1997       | 1     |        | Vancouver, Washington       |                                                                                  |

## Récord de submission grappling
| 9 Combates, 3 Victorias, 4 Derrotas, 2 Empates |       |                    |                             |               |                          |            |                                   |
| Resultado                                      | Rec.  | Oponente           | Método                      | Evento        | Fecha                    | División   | Localización                      |
| Derrota                                        | 3–4–2 | Craig Jones        | Sumisión (heel hook)        | ADCC 2017     | 24 de septiembre de 2017 | Absoluto   | Espoo, Finlandia                  |
| Victoria                                       | 3–3–2 | Léo Vieira         | Decisión del Réferi         | ADCC 2017     | 24 de septiembre de 2017 | Superpelea | Espoo, Finlandia                  |
| Empate                                         | 2–3–2 | Michael Bisping    | Empate                      | UR Fight 2016 | 20 de marzo de 2016      | Superpelea | Phoenix, Arizona                  |
| Empate                                         | 2–3–1 | Renato Sobral      | Empate                      | Metamoris VI  | 9 de mayo de 2015        | Superpelea | Los Angeles, California           |
| Derrota                                        | 2–3   | André Galvão       | Sumisión (rear-naked choke) | Metamoris IV  | 9 de agosto de 2014      | Superpelea | Los Angeles, California           |
| Derrota                                        | 2–2   | Alexandre Ferreira | N/A                         | ADCC 2003     | 17 de mayo de 2003       | -99 kg     | São Paulo, Brasil                 |
| Victoria                                       | 2–1   | Beau Clark         | N/A                         | ADCC 2003     | 17 de mayo de 2003       | -99 kg     | São Paulo, Brasil                 |
| Derrota                                        | 1–1   | Alexandre Ferreira | Sumisión (guillotine choke) | ADCC 2001     | 11 de abril de 2001      | -99 kg     | Abu Dhabi, Emiratos Árabes Unidos |
| Victoria                                       | 1–0   | Stephan Potvin     | N/A                         | ADCC 2001     | 11 de abril de 2001      | -99 kg     | Abu Dhabi, Emiratos Árabes Unidos |

## Récord en Boxeo

### Exhibición
| 1 peleas | 0 victorias | 0 derrotas |
| -------- | ----------- | ---------- |
| Empate   | 1           | 1          |

| N.º | Resultado | Récord | Oponente       | Método | Fecha               | Asalto - tiempo | Localización | Notas |
| --- | --------- | ------ | -------------- | ------ | ------------------- | --------------- | ------------ | ----- |
| 1   | Empate    | 0-0-1  | Anderson Silva | Empate | 15 de junio de 2024 | 5               | São Paulo    |       |

## Peleas en Pay-per-view
| N.º           | Evento        | Pelea                     | Fecha                   | Recinto                    | Ciudad                        | Compras de PPV |
| ------------- | ------------- | ------------------------- | ----------------------- | -------------------------- | ----------------------------- | -------------- |
| 1.            | UFC 109       | Sonnen vs. Marquardt (co) | 6 de febrero de 2010    | Mandalay Bay Events Center | Las Vegas, Nevada, U.S.       | 285.000        |
| 2.            | UFC 117       | Silva vs. Sonnen          | 7 de agosto de 2010     | Oracle Arena               | Oakland, California, U.S.     | 600.000        |
| 3.            | UFC 148       | Silva vs. Sonnen 2        | 7 de julio de 2012      | MGM Grand Garden Arena     | Las Vegas, Nevada, U.S.       | 925.000        |
| 4.            | UFC 159       | Jones vs. Sonnen          | 27 de abril de 2013     | Prudential Center          | Newark, New Jersey, U.S.      | 530.000        |
| 5.            | UFC 167       | Evans vs. Sonnen (co)     | 16 de noviembre de 2013 | MGM Grand Garden Arena     | Las Vegas, Nevada, U.S.       | 630.000        |
| 6.            | Bellator 180  | Sonnen vs. Silva          | 24 de junio de 2017     | Madison Square Garden      | New York City, New York, U.S. | 95.000         |
| Venta totales | Venta totales | Venta totales             | Venta totales           | Venta totales              | Venta totales                 | 3.065.000      |